# 小行星7840
小行星7840（英語：7840 Hendrika）是一颗围绕太阳公转的小行星。1994年10月5日，G. C. L. Aikman在萨尼奇发现了此天体。
这颗小行星的绝对星等为168.5710020212601等。